# Premio Goncourt a la primera novela
El premio Goncourt a la primera novela es un premio literario anual creado en 2009 en el marco del conocido Premio Goncourt de la Academia Goncourt. Toma la continuación de las «bolsas Goncourt », creadas en 1990. Es otorgado en cooperación con la municipalidad de París a comienzos de la primavera.

## Ganadores
| Año  | Foto | Autor                  | Obra                             | Editorial               | Notas                                                     |
| ---- | ---- | ---------------------- | -------------------------------- | ----------------------- | --------------------------------------------------------- |
| 1990 |      | Hélène de Monferrand   | Les Amies d'Héloïse              | Éditions de Fallois     |                                                           |
| 1991 |      | Armande Gobry-Valle    | Iblis ou la Défroque du serpent  | Éditions Viviane Hamy   |                                                           |
| 1992 |      | Nita Rousseau          | Les Iris bleus                   | Éditions Flammarion     |                                                           |
| 1993 |      | Bernard Chambaz        | L'Arbre de vies                  | Bourin Éditeur          |                                                           |
| 1994 |      | Bernard Lamarche-Vadel | Vétérinaires                     | Éditions Gallimard      |                                                           |
| 1995 |      | Florence Seyvos        | Les Apparitions                  | Éditions de l'Olivier   | También Premio France Télévisions                         |
| 1996 |      | Yann Moix              | Jubilations vers le ciel         | Éditions Grasset        |                                                           |
| 1997 |      | Jean-Christophe Rufin  | L'Abyssin                        | Éditions Gallimard      | También Premio Méditerranée                               |
| 1998 |      | Shan Sa                | Porte de la paix céleste         | Éditions du Rocher      |                                                           |
| 1999 |      | Nicolas Michel         | Un revenant                      | Éditions Gallimard      | Primer laureado suizo                                     |
| 2000 |      | Benjamin Berton        | Sauvageons                       | Éditions Gallimard      |                                                           |
| 2001 |      | Salim Bachi            | Le Chien d'Ulysse                | Éditions Gallimard      | Primer ganador argelino                                   |
| 2002 |      | Soazig Aaron           | Le Non de Klara                  | Éditions Maurice Nadeau |                                                           |
| 2003 |      | Claire Delannoy        | La Guerre, l'Amérique            | Buchet/Chastel          |                                                           |
| 2004 |      | Françoise Dorner       | La Fille du rang derrière        | Éditions Albin Michel   |                                                           |
| 2005 |      | Alain Jaubert          | Val Paradis                      | Éditions Gallimard      |                                                           |
| 2006 |      | Hédi Kaddour           | Waltenberg                       | Gallimard               |                                                           |
| 2007 |      | Frédéric Brun          | Perla                            | Stock                   | También Premio literario Québec-France Marie-Claire-Blais |
| 2008 |      | Jakuta Alikavazovic    | Corps volatils                   | Éditions de l'Olivier   |                                                           |
| 2009 |      | Jean-Baptiste Del Amo  | Une éducation libertine          | Éditions Gallimard      |                                                           |
| 2010 |      | Laurent Binet          | HHhH                             | Éditions Grasset        |                                                           |
| 2011 |      | Michel Rostain         | Le Fils                          | Oh! Éditions            |                                                           |
| 2012 |      | François Garde         | Ce qu'il advint du sauvage blanc | Éditions Gallimard      | També grand prix Jean-Giono                               |
| 2013 |      | Alexandre Postel       | Un homme effacé                  | Éditions Gallimard      |                                                           |
| 2014 |      | Frédéric Verger        | Arden                            | Éditions Gallimard      |                                                           |
| 2015 |      | Kamel Daoud            | Meursault, contre-enquête        | Barzakh & Actes Sud     |                                                           |
| 2016 |      | Joseph Andras          | De nos frères blessés            | Actes Sud               | El autor rechazó el premio                                |
| 2017 |      | Maryam Madjidi         | Marx et la poupée                | Nouvel Attila           |                                                           |
| 2018 |      | Mahir Guven            | Grand frère                      | Philippe Rey            | También premio Première 2018 y Régine Deforges            |
| 2019 |      | Marie Gauthier         | Court vêtue                      | Éditions Gallimard      |                                                           |
| 2020 |      | Maylis Besserie        | Le Tiers Temps                   | Éditions Gallimard      |                                                           |
| 2021 |      | Emilienne Malfatto     | Que sur toi se lamente le Tigre  | Elyzad                  |                                                           |
| 2022 |      | Étienne Kern           | Les envolés                      | Éditions Gallimard      |                                                           |
| 2023 |      | Pauline Peyrade        | L'âge de détruire                | Éditions de Minuit      |                                                           |
| 2024 |      | Eve Guerra             | Rapatriement                     | Éditions Grasset        |                                                           |
| 2025 |      | Simon Chevrier         | Photo sur demande                | Stock                   |                                                           |